# Jié
Jié (pinyin: Jié; Vadear-Gil: Chieh, otro nombre otorgado a su figura fue el de Gui) fue el último rey de la Dinastía Xia de China, y es culpado de su caída. Según relatan las fuentes, Jié se convirtió en un tirano, que maltrataba a la población. Los registros posteriores sobre el mandato de Jié, más concretamente los registros encontrados en tiempos de la Dinastía Qin, narran que un año del reinado de Jié, el hielo se formó durante las mañanas de verano ocurriendo las heladas en julio. Las precipitaciones excesivas derribaron los edificios, y el tiempo era un caos, un desorden, caliente y frío, por lo que gran parte de las cosechas se echaron a perder. Algunos científicos correlacionan este acontecimiento con un invierno volcánico, posiblemente debido a la gran erupción minoica del año 1628 a. C.

## Biografía
Alrededor del 1600 a. C., uno de los reinos vasallos, Shang, que había adquirido gran poder durante los años anteriores derrotó a Jié, poniendo fin a la Dinastía Xia y fundando la Dinastía Shang.
El historiador Sima Qian remonta el origen de la gente de Xiongnu a Chun Wei, quien era posiblemente un hijo de Jié. Esta teoría nunca ha sido probada o desaprobada.
En el Lienü zhuan escrito por Liu Xiang muchos siglos más tarde, hacia 18 a. C. cuenta que su corrupción se debió a Mo Xi, la concubina favorita del rey Jié, de quien estaba muy enamorado. Mo Xi era hermosa, pero carecía completamente de virtud. Entre otras cosas, le gustaba beber y la música, siendo aficionada a los malabaristas y las cantantes. Al parecer, le sugirió al rey Jié ordenar que le hicieran un lago de vino. Una vez que fue terminado, ella mandó que 3.000 hombres bebieran del lago hasta secarlo, para sólo reírse cuando todos ellos al alcanzar la ebriedad cayeron de cabeza y se ahogaron.
Jié consiguió su trono en el año de Renchen (壬辰), y su capital estaba en Zhenxun (斟鄩), el mismo lugar donde Tai Kang vivió.

## Eventos importantes
En el 3.º año de su reinado, construyó el palacio inclinado y destruyó la pirámide de Rong (容台).
Tuvo que sofocar una rebelión de la gente de Feiyi (畎夷) después de que ellos entraran en Qi, que está cerca del Pantano.
En el 6.º año de su mandato, la gente de Qizhong (歧踵戎) envió un mensajero a Xia.
En el 10.º año de su reinado, los cinco planetas se mostraron en el cielo y hubo una lluvia de meteoritos.
Los ríos Yi y Luo se secaron.
En el 11.º año de su reinado, viendo que sus reyes vasallos adquirían cada vez más poder los hizo llamar al palacio, pero Youmin (有缗氏) no acudió a la cita, así pues Jié envió el ejército y conquistó Youmin.
En el 13.º año de su reinado, movió su capital de Zhenxun a Henan.
En el 14.º año de su mandato se vio obligado a enviar tropas a Minshan. Allí recibió como prenda de paz a dos hijas del rey de Minshan, llamadas Wan (琬) y Dan, no casadas y muy hermosas. Entonces él las renombró como Zhao (苕) y Hua, abandonó a su esposa original Mo Xi, y construyó una pirámide sobre la cima del palacio inclinado, en donde vivió con ellas.
En el 17.º año de su reinado, Shang envió a su ministro Yinyi como enviado a Jié.
En el 21.er año de su reinado, la gente de Youluo (有洛) tenía un rey corrompido y su poder disminuyó. El ejército de Shang derrotó a Youluo, conducidos por Tāng. Shang entonces atacó Jing (荆), y más tarde la gente de Jing acabó rindiéndose, Tāng los premió, construyéndoles una fortaleza.
En el 22.º año de su reinado, Tāng de Shang vino para venerar a Xia, pero Jié lo encarceló en la pirámide Xia.
En el 23.er año de su reinado, Tāng fue liberado, y la mayor parte de los vasallos de Xia fueron a visitarlo y consolarlo.
En el 26.º año de su reinado, Shang conquistó Wen (温).
En el 28.º año de su reinado, Kunwu (昆吾) atacó Shang. Shang juntó a otros vasallos atacó a Jinghao (景亳). Entonces Shang conquistó Wei (韦), y luego envió al ejército a Gu.
En el 29.º año de su reinado, el ejército de Shang conquistó Gu.
En octubre, Jié cavó un río para pasar por la montaña de Qu. En el 30.º año de su reinado, la montaña de Qu se derrumbó. Por este gran desastre Jié mató a su ministro Guan Longfeng.

En el 31.er año de su reinado, Shang envió tropas a Er (陑), para atacar Xia y Kunwu al mismo tiempo. Shang conquistó Kunwu (昆吾).
La gran batalla que sucedería en Mingtiao (鸣条), en donde se enfrentaron la Dinastía Xia y la Dinastía Shang. En esa batalla el ejército de Xia fue derrotado y Jié se vio obligado a huir hacia Sansheng (三朡). Las tropas de la dinastía Shang siguieron a Jié hasta Pi (郕), conducidas por el general Wuzi (戊子), quién finalmente consiguió capturar a Jié en Jiaomen (焦门). Más tarde Jié sería liberado en Nanchao (南巢).
En ese mismo instante la dinastía Xia había terminado, dando paso a una nueva dinastía, la Dinastía Shang y al primer líder de la estirpe Shang, Shang Tāng.